# Куп Босне и Херцеговине у фудбалу 2009/10.
Куп Босне и Херцеговине у фудбалу 2009/10. је десета сезона овог најмасовнијег фудбалског такмичења у Босни и Херцеговини, осма од укључења и клубова из Републике Српске. Одржава се у организацији Фудбалског савеза Босне и Херцеговине.
Квалификације за Куп се играју до 1/16 финала а од 1/16 финала се екипама из нижих лига придружују и екипе Премијер лиге. У 1/16 финала се игра једна утакмица а даље се до финала играју по две утакмице у сваком колу.
Такмичење у купу је почело 15/16. септембра 2009.. Победник Купа учествује у другом колу квалификација у УЕФА Лиги Европе.

## Парови и резултати

### Шеснестина финала
| Утак. | Клуб, Место               | Резултат       | Клуб, Место          |
| ----- | ------------------------- | -------------- | -------------------- |
| 1     | Рудар Приједор            | 4 : 1          | Сутјеска, Фоча       |
| 2     | Слога Горњи Вакуф         | 2 : 2 5:4 пен. | Звијезда Градачац    |
| 3.    | Славија, Источно Сарајево | 2 : 0          | Турбина, Јабланица   |
| 4.    | Козара, Босанска Градишка | 0 : 4          | Широки Бријег,       |
| 5.    | Модрича Максима, Модрича  | 7 : 1          | Слобода, Нови Град   |
| 6.    | Травник                   | 2 : 1          | Јединство, Бихаћ     |
| 7.    | Челик, Зеница             | 4 : 2          | Крајина Цазин        |
| 8.    | Зрињски, Мостар           | 4 : 0          | Младост, Доњи Свилај |
| 9.    | Жељезничар, Сарајево      | 1 : 0          | Босна, Сарајево      |
| 10.   | Рудар, Какањ              | 0 : 2          | Слобода, Тузла       |
| 11.   | Вележ, Мостар             | 4 : 0          | 'БСК, Бањалука       |
| 12.   | Борац, Бањалука           | 3 : 0 сл       | Посушје (одустао),   |
| 13.   | Пролетер, Теслић          | 2 : 3          | Летор, Требиње       |
| 14.   | Сарајево                  | 4 : 0          | Радник, Хаџићи       |
| 15.   | Олимпик, Сарајево         | 4 : 2          | Радник, Липница      |
| 16.   | Лакташи                   | 0 : 1          | Слога, Добој         |

### Осмина финала
| Тим 1                    | Рез. | Тим 2                     | 1 утакмица 30. септембар | 2 утакмица 21. октобар |
| ------------------------ | ---- | ------------------------- | ------------------------ | ---------------------- |
| Челик, Зеница            | 1:3  | Славија, Источно Сарајево | 1 : 0                    | 0:3                    |
| Сарајево                 | 1:1  | Зрињски, Мостар           | 1 : 1                    | 0:0                    |
| Летор, Требиње           | 4:0  | Олимпик, Сарајево         | 3 : 0                    | 1:0                    |
| Травник                  | 1:3  | Слобода, Тузла            | 1 : 1                    | 0:2                    |
| Слога Горњи Вакуф        | 2:4  | Рудар Приједор            | 1 : 2                    | 2:1                    |
| Вележ, Мостар            | 1:2  | Жељезничар, Сарајево      | 0 : 0                    | '1:2                   |
| Модрича Максима, Модрича | 2:3  | Слога, Добој              | 1 : 2                    | 1:1                    |
| Борац, Бањалука          | 3:1  | Широки Бријег             | 2 : 0                    | 1:1                    |

### Четвртфинале
| Тим 1                     | Рез. | Тим 2           | 1 утакмица 21. октобар | 2 утакмица 11. новембар |
| ------------------------- | ---- | --------------- | ---------------------- | ----------------------- |
| Слога, Добој              | 0:3  | Зрињски, Мостар | 0:2                    | 0:1                     |
| Летор, Требиње            | 0:4  | Борац, Бањалука | 0:3                    | 0:1                     |
| Славија, Источно Сарајево | 2:1  | Слобода, Тузла  | 0:1                    | 2:0                     |
| Жељезничар, Сарајево      | 3:0  | Рудар Приједор  | 3:0                    | 0:0                     |

### Полуфинале
| Тим 1                     | Рез. | Тим 2           | 1 утакмица 23/24. март | 2 утакмица 14. април |
| ------------------------- | ---- | --------------- | ---------------------- | -------------------- |
| Славија, Источно Сарајево | 2:3  | Борац, Бањалука | 2:2                    | 0:1                  |
| Жељезничар, Сарајево      | 4:2  | Зрињски, Мостар | 3:1                    | 1:1                  |

### Финале
| Тим 1           | Рез. | Тим 2                 | 1 утакмица 5. мај | 2 утакмица 19. мај |
| --------------- | ---- | --------------------- | ----------------- | ------------------ |
| Борац, Бањалука | 3:3  | 'Жељезничар, Сарајево | 1:1               | 2:2                |

| Победник Купа Босне и Херцеговине у фудбалу 2009/10. |
| ---------------------------------------------------- |
| ФК Борац Бањалука 1. титула                          |